# Quattro Castella
Quattro Castella (emilián nyelven I Quâter Castē) település Olaszországban, Emilia-Romagna régióban, Reggio Emilia megyében. Lakosainak száma 13 109 fő (2023. január 1.). Quattro Castella Albinea, Bibbiano, San Polo d’Enza, Vezzano sul Crostolo és Reggio Emilia községekkel határos.

## Népesség
A település lakossága az elmúlt években az alábbi módon változott:
| Lakosok száma | 13 185 | 13 217 | 13 109 |
|               | 2017   | 2018   | 2023   |